# Kotteren
Kotteren is een verspaningstechniek. Het is een vorm van draaien waarbij het product stilstaat en het gereedschap draait. Het kottergereedschap is excentrisch bevestigd op de draaiende as, waardoor het een cirkelbeweging beschrijft met de beitel naar buiten. Er zijn twee vormen van kotteren: het langskotteren, waarbij de cirkel die het gereedschap beschrijft hetzelfde blijft en het gereedschap steeds verder een bestaand gat wordt ingevoerd en het vlakkotteren, waarbij het gereedschap steeds verder naar buiten gedrukt wordt en niet richting het werkstuk, waardoor een steeds groter rond vlak wordt gemaakt.
boren · doorslijpen · draaien · frezen · honen · kotteren · leppen · schaven · schuurbandslijpen · slijpen · superfijnen · trekfrezen · zagen
Gereedschappen: boormachine · draaibank · freesmachine · schaaf